# هايك ماسنجر
هايك ماسنجر (بالإنجليزية: Hike Messenger) هو برنامج هندي مجاني للرسائل الفورية، وتطبيق نقل الصوت باستعمال بروتوكول الإنترنت، الذي تم إطلاقه في 12 ديسمبر 2012 بواسطة كافين بهارتي ميتال وهو الآن مملوك لشركة هايك برايفت ليميتد. يعمل البرنامج في وضع عدم الاتصال من خلال الرسائل القصيرة ولديه دعم متعدد المنصات. يستخدم تسجيل التطبيق عملية مصادقة قياسية تعتمد على كلمة المرور لمرة واحدة (OTP). تقدر قيمته بـ 1.4 مليار دولار، مع أكثر من 100 مليون مستخدم مسجل و 350 موظفًا.